# Boginja
Bogínja je žensko božanstvo oziroma božansko bitje. Veliko kultur ima boginje, včasih edino, večkrat pa kot del večjega panteona, ki vsebuje oba običajna spola in v nekaterih primerih tudi raznospolna božanstva.